# My Swedish Heart
My Swedish Heart är ett album av den svenska jazzsångerskan Viktoria Tolstoy utgivet 2005.

## Låtlista
1. Grandmas Song (trad) – 4:11
2. Mind If I (Börje Fredriksson/Per Holknekt) – 4:27
3. From Above (Lars Danielsson/Per Holknekt) – 4:32
4. Dialogue (Esbjörn Svensson/Per Holknekt) – 3:14
5. You Gave Me the Flow (Jacob Karlzon/Per Holknekt) – 4:24
6. Den första gång (trad) – 4:40
7. Danny's Dreaming (Lars Gullin/Lina Nyberg) – 4:24
8. The Morning of You (Esbjörn Svensson/Per Holknekt) – 3:27
9. Mayday (Anders Jormin/Lina Nyberg) – 3:48
10. I Hope it's Spring for You (Lars Gullin/Chan Parker) – 4:44
11. Jag vet en dejlig rosa (trad) – 4:56

## Medverkande
- Viktoria Tolstoy – sång
- Nils Landgren – sång, trombon
- Ulf Wakenius – akustisk gitarr (spår 1–5, 7–11)
- Jacob Karlzon – piano (spår 1–5, 7–11)
- Christian Spering – bas (spår 1–5, 7–11)
- Lars Danielsson – bas, cello (spår 1–5, 7–11)
- Peter Danemo – trummor (spår 1–5, 7–11)
- Ale Möller – mandola, flöjt (spår 1)
- Bror Falk – piano (spår 4)
- Wolfgang Haffner– trummor (spår 4)
- Bohuslän Big Band – (spår 6)

## Listplaceringar
| Lista (2005) | Topplacering |
| ------------ | ------------ |
| Sverige      | 15           |